# Liste von Flüssen in Santa Catarina

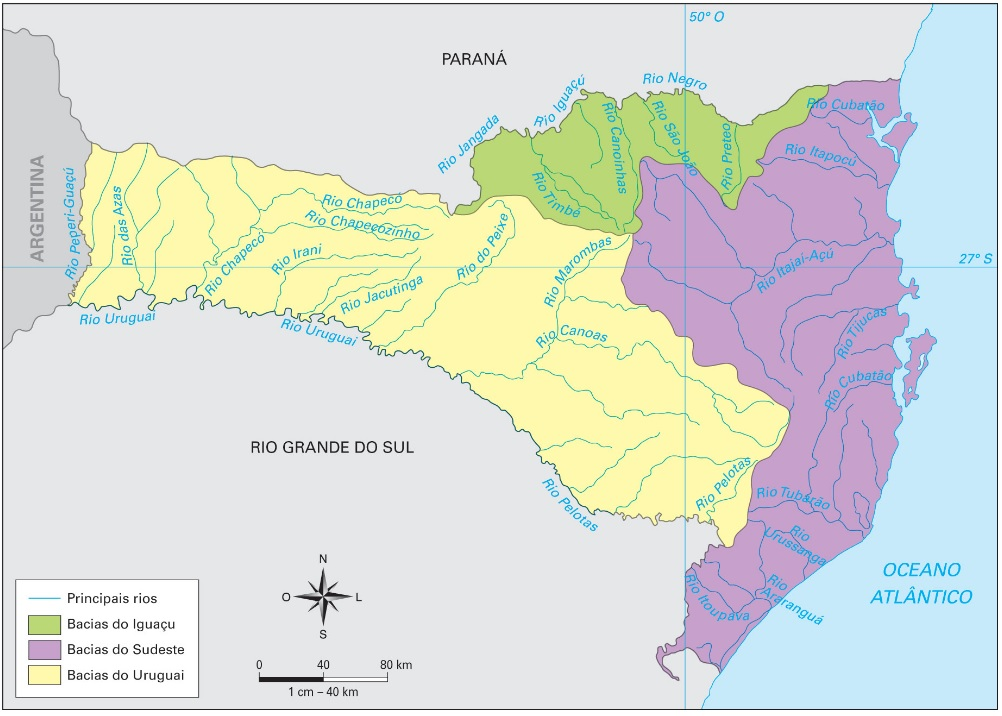
Flüsse und hydrographische Becken in Santa Catarina

Die Liste von Flüssen in Santa Catarina nennt Flüsse in der Südregion von Brasilien, die innerhalb des Bundesstaats Santa Catarina oder an seinen Grenzen fließen.

## A
- Rio das Antas
- Rio Alto Braço
- Rio Amola-Faca
- Rio Antoninha
- Rio Araranguá
- Rio Araújo
- Rio Ariranha

## B
- Rio Barra Grande
- Rio Benedito
- Rio Biguaçu
- Rio Bituva
- Rio Bonito
- Rio do Braço
- Rio Braço do Norte
- Rio Büchler
- Rio Burro Branco

## C
- Rio Caçador Grande
- Rio Cachoeira
- Rio Camboriú
- Rio Campo Novo do Sul
- Rio Canoas
- Rio Canoinhas
- Rio Capetinga
- Rio Capivaras
- Rio Capivari
- Rio Carahá
- Rio Catundó
- Rio Caveiras
- Rio dos Cedros
- Rio Chalana
- Rio Chapecó
- Rio Chapecozinho
- Rio Correntes
- Rio Cubatão do Norte
- Rio Cubatão do Sul

## D
- Rio Desquite
- Rio Duna (Rio do Una, Rio d’Una)
- Rio da Divisa

## E
- Rio Engano
- Rio do Engano

## F
- Rio Feliciano
- Rio do Filipe
- Rio das Flores

## H
- Rio Hercilio
- Rio Humboldt

## I
- Rio Iguaçu
- Rio do Índio
- Rio dos Índios
- Rio Inferno Grande
- Rio Iracema
- Rio Irani
- Rio Imaruí
- Rio Itajaí
- Rio Itajaí-Açu
- Rio Itajaí-Mirim (⇒ Rio Itajaí-Açu; Vidal Ramos, Botuverá, Brusque, Itajaí)
- Rio Itajaí do Norte
- Rio Itajaí do Oeste
- Rio Itajaí do Sul
- Rio Itapocu
- Rio Itapocuzinho
- Rio Itapurã
- Rio Itoupava

## J
- Rio Jacutinga
- Rio Jangada
- Rio Jaraguá
- Rio João Paulo
- Rio Jundiá

## L
- Rio Lajeado Agudo
- Rio Lajeado Macuco
- Rio da Lança
- Rio Laranjeiras
- Rio Lava-Tudo
- Rio do Leão
- Rio Luís Alves

## M
- Rio Macaco
- Rio Macaco Branco
- Rio da Madre
- Rio Mampituba
- Rio Manuel Alves
- Rio Mansinho
- Rio Maria Preta
- Rio Marombas
- Rio Maruim
- Rio do Mato
- Rio do Meio
- Rio Morto

## N
- Rio Negrinho
- Rio Negro
- Rio Novo

## O
- Rio da Onça
- Rio do Ouro

## P
- Rio Paciência
- Rio Palheiro
- Rio Palmital
- Rio Palmitos
- Rio dos Pardos
- Rio das Pedras
- Rio do Peixe
- Rio Pelotas
- Rio Pelotinhas
- Rio Peperi-Guaçu
- Rio Pequeno
- Rio Perimbó
- Rio Pesqueiro
- Rio Pilões
- Rio do Pinto
- Rio Pinheirinho
- Rio Piraí
- Rio Pirabeiraba
- Rio dos Porcos
- Rio dos Portões
- Rio do Povoamento
- Rio Preto
- Rio Púlpito

## Q
- Rio Quinze de Novembro

## R
- Rio Rancho Grande
- Rio Ratones

## S
- Rio Santa Cruz
- Rio Santo Antônio
- Rio São Bento (Nord, Santa Catarina)
- Rio São Bento (West, Santa Catarina)
- Rio São Bento (sud de Santa Catarina)
- Rio São Domingos
- Rio São João
- Rio São Mateus
- Rio Sargento
- Rio Saudades
- Rio Sumidouro

## T
- Rio Tavares
- Rio Tamanduá
- Rio do Tetos
- Rio Tijucas
- Rio Timbó
- Rio Timbozinho
- Rio Três Barras
- Rio Tributo
- Rio Tubarão

## U
- Rio Duna
- Rio Uruguai
- Rio Uruçanga

## V
- Rio Vacas Gordas
- Rio Vermelho

## Ribeirões
- Ribeirão do Baú